# Pieter de Hooch
Pieter de Hooch (Rotterdam, gedoopt op 20 november 1629 – begraven op 24 maart 1684) was een Nederlandse kunstschilder. Zijn naam wordt ook wel geschreven als Pieter de Hoogh, Pieter de Hooghe en Pieter Hendricksz. de Hooch. Hij was de eerste die het motief van doorkijkjes op de binnenplaatsen van grachtenpanden introduceerde.

## Leven

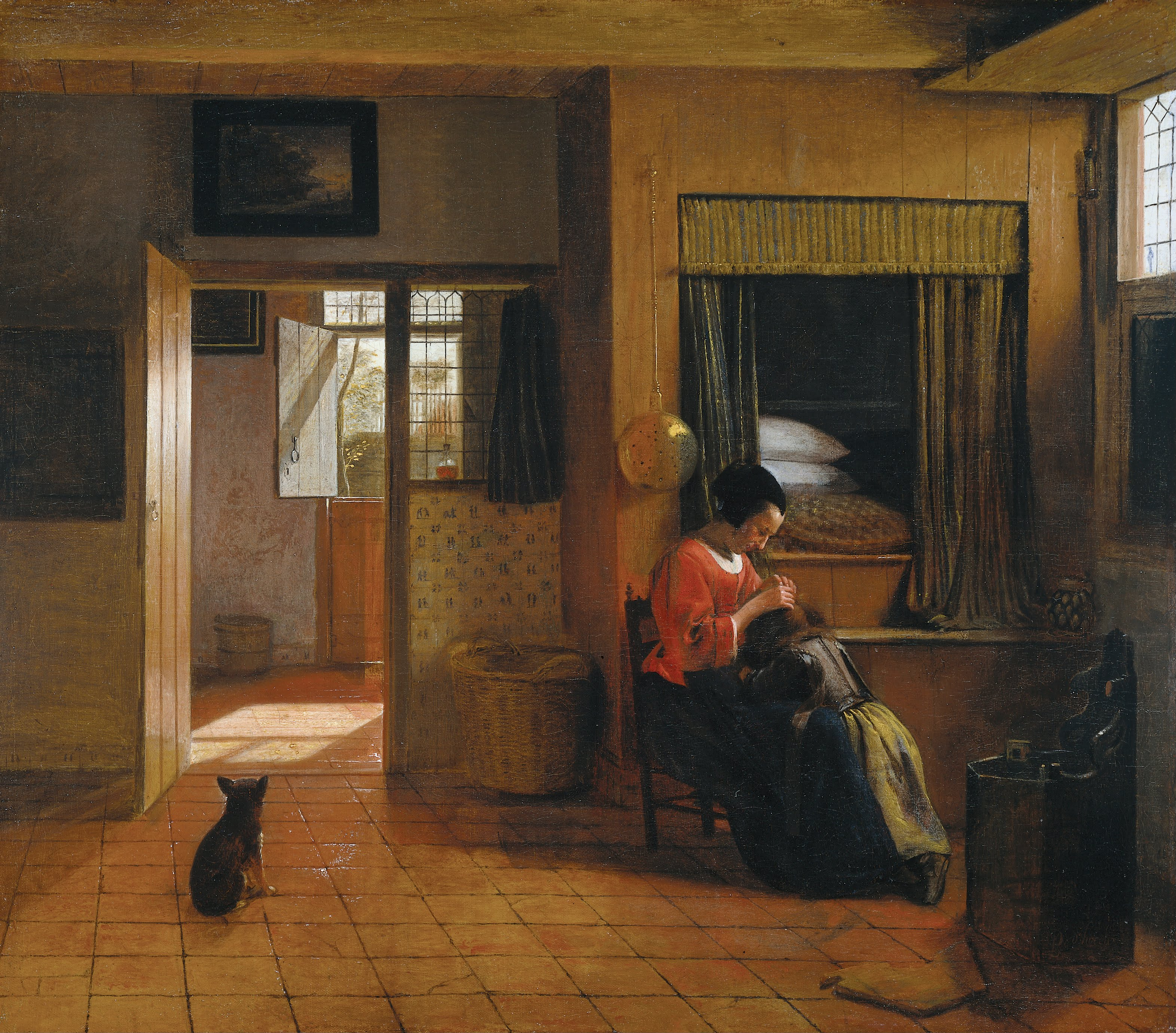
Interieur met vrouw die het haar van een kind ontluist 1658-1660, olieverf op doek, 52.5 x 61 cm, Rijksmuseum, Amsterdam

Pieter de Hooch werd gedoopt in de Hervormde kerk in Rotterdam op 20 december 1629. Zijn vader was metselaar, zijn moeder, vroedvrouw, kwam uit Delft. De Hooch ging mogelijk in de leer bij de landschapsschilder Nicolaes Berchem in Haarlem, samen met Jacob Ochtervelt, althans, Arnold Houbraken meldt dat.
De eerste bron die vermeldt dat hij in Delft woont, is uit augustus 1652. Daar kwam hij in dienst bij de rijke linnenhandelaar Justus de la Grange (ook bekend als Justinius de la Oranje), die elf schilderijen van hem bezat. Mogelijk heeft hij daar werkzaamheden uitgevoerd die met de linnenhandel samenhingen, omdat zijn schilderkunst niet voldoende geld opbracht. De Hooch trouwde 3 mei 1654 met Jannetje van der Burch, de dochter van een aardewerkfabrikant in Delft en zus van de schilder Hendrick van der Burgh, die hij al langer kende. Het paar kreeg zeven kinderen, van wie er twee in Delft zijn geboren. Het volgende jaar, 20 september 1655, werd hij ingeschreven bij het Sint-Lucasgilde in Delft, waar hij kennis kan hebben gemaakt met Johannes Vermeer. Vermeer en De Hooch hebben elkaars stijl beïnvloed. Zijn werk uit het begin van de Delftse periode maakte vrijwel geen indruk, waardoor de schilder een armoedig bestaan leed.
Omstreeks 1660 verhuisde Pieter de Hooch naar Amsterdam. Een van zijn dochters werd op 15 april 1661 gedoopt in de Westerkerk. Aanvankelijk ging het hem niet voor de wind, hij woonde er op bescheiden adressen, maar in mei 1668 in de aanzienlijkere Konijnenstraat in de Jordaan. Hij moet in Amsterdam in contact gekomen zijn met de hogere kringen, want zijn interieurs werden eleganter en rijker. Zijn schilderijen werden ook groter, maar zijn schilderstijl werd zwaarder en de schaduwen minder transparant. Er is ook uit deze tijd veel minder werk bekend. Pieter en zijn vrouw schreven in 1679 hun oudste zoon Pieter Pietersz. in in het Amsterdamse dolhuijs op de Kloveniersburgwal. Daarna is geen levensteken meer gevonden. Er is wel een schilderij dat 1684 gedateerd is.

## Werk

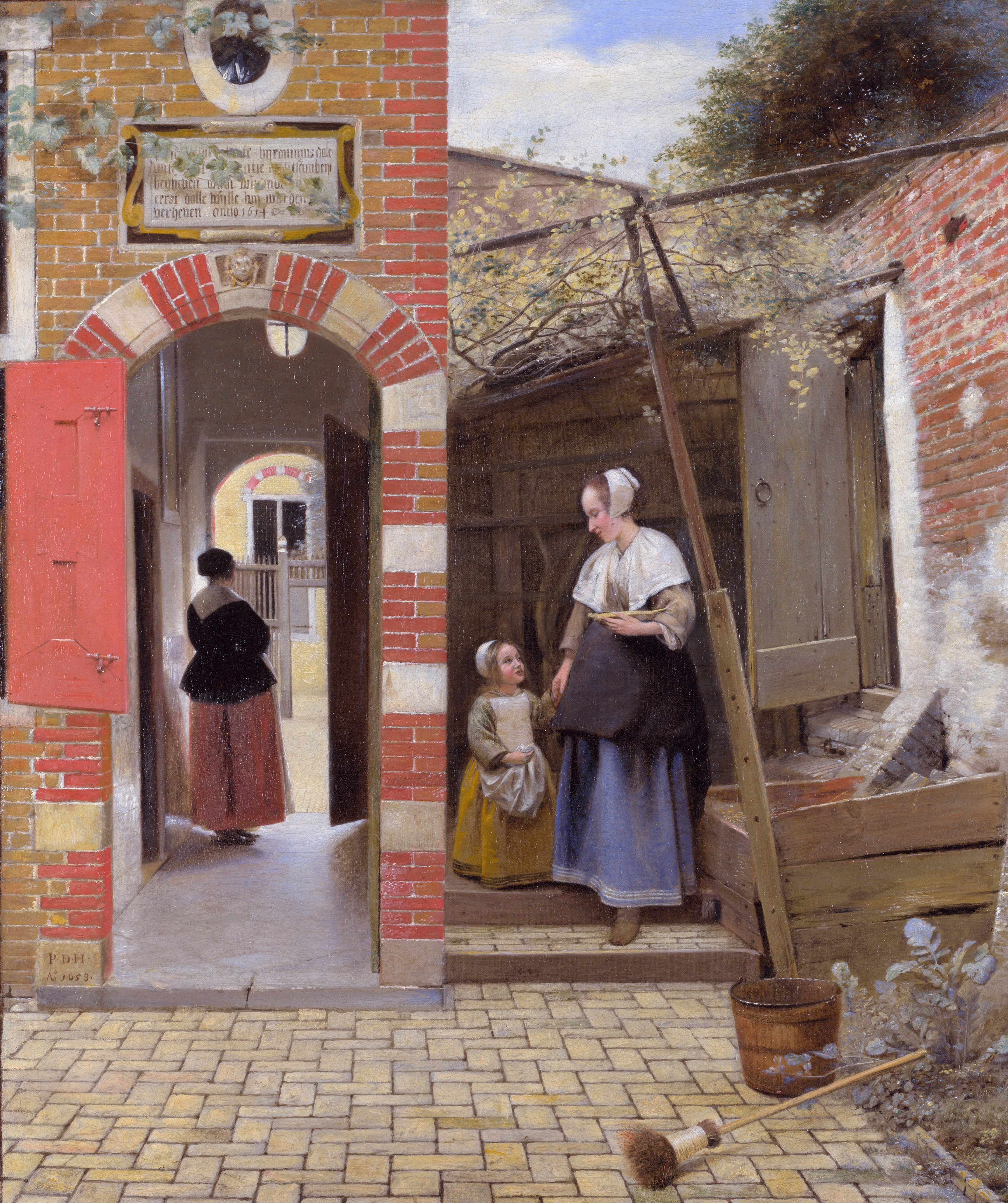
De binnenplaats van een huis in Delft, 1658, National Gallery, Londen

In zijn beginjaren schilderde De Hooch vooral het soldatenleven, bijvoorbeeld landschappen met ruiters en schutters, waarschijnlijk beïnvloed door de nadagen van de Tachtigjarige Oorlog. Na zijn komst naar Delft ging hij genrestukken schilderen, met etende, drinkende en musicerende mensen.
Rond 1658 veranderde Pieter de Hooch zijn schilderstijl. Hij ging lichter schilderen, zijn afbeeldingen werden ruimtelijker en door het gebruik van perspectief ook dieper. Bovendien begon hij zijn werken van een jaartal te voorzien. Vanaf dat moment schilderde Pieter de Hooch zijn topstukken. Deze periode duurde relatief kort, tot ongeveer 1662. Hij legde de binnenplaatsen en interieurs van de Gouden Eeuw vast, met daarin vooral vrouwen. Opvallend is dat hij vrijwel altijd een tegelpatroon op de vloer afbeeldt, waardoor zijn beheersing van het lijnperspectief duidelijk wordt. De diepte van de schilderijen wordt bovendien vrijwel altijd versterkt door een doorkijkje naar buiten, naar een binnenplaats, of naar een andere kamer in het huis. In het doorkijkje is het altijd lichter dan in de kamer op de voorgrond. De Hooch is de eerste kunstenaar die binnenplaatsen tot hoofdonderwerp op een schilderij maakte.
De afbeelding van een vredig interieur werd in de Gouden Eeuw populair. Dit zou kunnen komen doordat de Tachtigjarige Oorlog (1568-1648) juist voorbij was en de mensen behoefte hadden aan vrede en rust.
Door het afbeelden van vrouwen aan het werk idealiseerde Pieter de Hooch het Hollandse huiselijke leven dat bestond uit eenvoudige deugden, efficiënt draaiend houden van het huishouden en het gewetensvol opvoeden van de kinderen. Zo wordt van het hier afgebeelde schilderij (Moedertaak) dat Pieter de Hooch maakte van een moeder die het haar van haar kind ontluist gezegd dat het verwijst naar een gedicht van Jacob Cats: "Kam, kam u menigmaal, en niet het haar alleen, maar ook dat binnen schuilt, tot aan het innig been", waarmee bedoeld wordt dat men niet alleen zijn haar, maar ook zijn ziel moet verzorgen en reinigen.
De portretten die hij in Amsterdam schilderde onderscheidden zich van de Delftse periode in hun rijkere aankleding.

## De Hooch en Vermeer

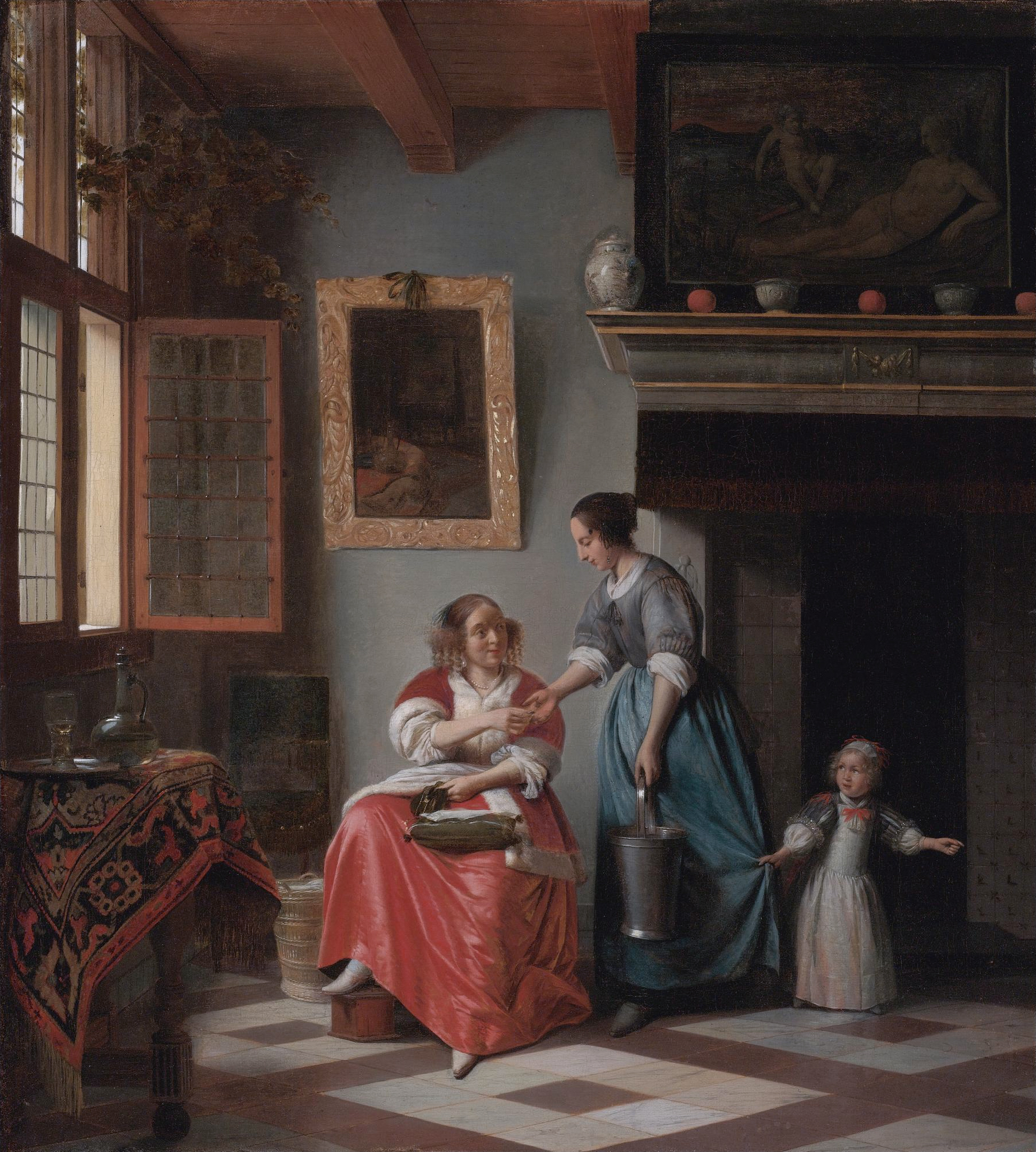
Interieur met een jonge vrouw die een dienstmeid een muntstuk geeft, 1670

Pieter de Hooch en Johannes Vermeer worden vaak in één adem genoemd. Het is niet duidelijk wie de ander beïnvloedde, misschien beïnvloedden beiden elkaar. Toch zijn de schilderijen onmiskenbaar verschillend, hoewel beiden vaak vrouwen schilderen die in huis bezig zijn. Pieter de Hooch heeft echter in zijn schilderijen vrijwel altijd een doorkijk naar buiten, terwijl Vermeer zich meestal beperkt tot een raam waardoor het licht naar binnen valt. De diepte van de schilderijen van De Hooch weet Vermeer niet te evenaren. Daarentegen heeft Vermeer een geweldig zachte manier van schilderen, waardoor zijn vrouwen bijzonder lief, levend en bijna aanraakbaar worden.

## Schilderstijl
Het kleurpalet van Pieter de Hooch was warm. Hij gebruikte veel rood en roodbruin. De werken van Pieter de Hooch behoren tot de Barokke schilderkunst. Hij is een van de Oude Hollandse Meesters. De Hooch schilderde aanvankelijk in donkere kleuren, vooral soldatenscènes of kortegaardjes (corps de garde). Hij is in zijn vroege periode beïnvloed door de Delftse schilders Hendrick van der Burgh en Carel Fabritius. Later door de Zwolse genreschilder Gerard Terborch, waarbij, toen De Hoogh begon met het schilderen van interieurs en spelen met lichtval en perspectief, Johannes Vermeer en Nicolaas Maes moeten worden genoemd. Esaias Boursse, Gerbrand van den Eeckhout en Pieter Janssens Elinga waren navolgers van hem.